# Távol a világ zajától (regény)
A Távol a világ zajától Thomas Hardynak, a 19-20. század fordulóján az angol széppróza egyik legkiemelkedőbb írójának műve, mely angol nyelven 1874-ben jelent meg először. A filmiparban már háromszor is feldolgozták színes változatban.

## Szereplők
- Bathsheba Everdene: a történet egyik főszereplője. Korán elvesztette szüleit, így hozzászokott, hogy mindenben függetlenül, önállóan döntsön, meglehetősen elszánt.
- Gabriel Oak: a másik főszereplő, aki a történet elején földbérlő, számára a pásztorkodás jelenti a megélhetést. Határozott, egyenes jellem, amit nevének szimbolikája is jelez.
- William Boldwood: tehetős földtulajdonos. A Bathshebával való találkozása előtt tipikus agglegény, aki sosem gondolt házasságra, idejét a birtokán való gazdálkodás tölti ki.
- Francis Troy: őrmester a hadseregben. Kalandvágyó, változékony jellem, aki könnyedén elcsábítja a nőket. Nem tud bánni a pénzzel, ezért állandóan anyagi gondokkal küszködik.
- Fanny Robin: szegény árva lány az Everdene gazdaságban, Francis Troy kedvese.

## Cselekmény
Bathsheba Everdene ideiglenesen a rokonainál tartózkodik, ekkor ismerkedik meg Gabrial Oakkal, akinek határozottan megtetszik a lány. A Hardy prózájára tipikusan jellemző "véletleneknek" jelentős szerepe van e regényében is, ami abban is látszik, ahogyan a lánynak hamarosan alkalma nyílik arra, hogy megmentse Gabriel életét, amikor majdnem füstmérgezést kap. Gabriel komolyan beleszeret a lányba, ezért elhatározza, megkéri a kezét, de Bathsheba nemet mond, mivel a maga részéről nem viszonozza a vonzalmat.
Hardy egy másik tipikus stílusjegye, a szerencse és balszerencse változékonysága ugyanúgy fellelhető a műben. A történtek után Bathsheba hirtelen megörökli egy rokona földbirtokát (Weatherbury), ugyanakkor Gabriel kutyája egy éjjel belehajtja az egész nyájat a szakadékba, így a pásztor megélhetése teljes egészében katasztrófába torkollik. Nem talál állást, mert senki nem akar egy olyan juhászt alkalmazni, aki a saját nyájára sem tudott eléggé vigyázni. Végül a szerencse-szerencsétlenség forgandósága az, amely újra kapcsolatba hozza őket egymással: Bathsheba birtokán az egyik épület tüzet kap, amelynek eloltásában Gabriel jelentős szerepet játszik, ezért Bathsheba felfogadja.
Az Everdene gazdaságban és a környéken sokan kifogásolják, hogy Bathsheba nagyon fiatal nőként (még 20 éves sincs) egyedül, intéző nélkül igazgatja a birtokát és a pénzügyeit, mert nem bízik senkiben. Gabriel Oak az egyetlen, akiben tudja, hogy bízhat, mert mindig egyenes, őszinte és hűséges – benne talál támaszra. Továbbra is gyengéd érzéseket táplál a lány iránt, bár már egy világ választja el őket egymástól, és Bathsheba érzései iránta változatlanok.
Fanny Robin nyomtalanul eltűnik a gazdaságból, és csak annyit sikerül kideríteniük, hogy egy katonatiszttel szökhetett meg, de senki nem tudja, hová ment. Bathsheba megismerkedik Boldwooddal, a szomszéd birtok tulajdonosával, aki érdeklődni kezd a lány iránt. Bathsheba tréfából névtelenül egy üdvözletet küld neki Valentin-napra Marry me („Vegyen nőül”) felirattal, ám Boldwood kinyomozza, ki küldte, és attól kezdve állandóan a házassági ajánlatával ostromolja a lányt annak nemleges válasza ellenére. Közben Fanny életét is nyomon követhetjük: Francis Troyjal szökött meg, ám összeházasodniuk nem sikerült, mert félreértésből nem ugyanabba a templomba mentek. Troy ettől fogva kapcsolatukat lezártnak tekinti.
Közben Bathsheba és Gabriel a közös munka eredményeképp mondhatni barátok lesznek. Gabriel a lány volt kérőjeként kötelességének érzi, hogy megmondja a lánynak, felelőtlenség volt elküldeni azt a Valentin-napi üdvözletet. A lány megharagszik érte, ezért elbocsátja állásából. A Hardyra olyannyira jellemző "véletlen" azonban nem engedi el őket egymás mellől: a nyáj megbetegszik, és Oak az egyetlen hozzáértő ember, aki meg tudja menteni a juhokat. Bathsheba beadja a derekát, és visszafogadja. Attól fogva nagyobb tisztelettel bánik vele.
Boldwood továbbra is állhatatosan reménykedik, hátha igent mond Bathsheba, de a lány nem ígér semmit határozottan. Gondolkodási időt kér, és udvarlója hajlandó várni akármeddig. Egy esti ünnepség alkalmával Bathsheba találkozik Troyjal, akinek azonnal megtetszik a lány. Bathsheba próbál ellenállni neki, de nem tud sokáig, a férfi bátorsága, vonzereje megteszi a hatását, ezért beleegyezik, hogy összeházasodjanak. Ilyen módon Boldwood kap tőle egy visszautasító levelet. Boldwood is, Oak is figyelmezteti, hogy Troy jellemben nem illik hozzá, ingatag, pénzsóvár és élvezethajhász életet folytat, de a lány a szívére hallgat. Boldwood, hogy megakadályozza a házasságot, pénzt ajánl Troynak, hogy vegye feleségül Fannyt (a lány pártfogójaként tudott a viszonyukról), de akkor már késő – Bathsheba és Troy már túlesett az esküvőn.
Az esküvő után szinte azonnal problémák jelentkeznek a házasságban. Troy nem bánik jól az alkalmazottakkal, és nem érdekli a gazdaság sorsa sem. Ünnepséget szerveznek a házasságuk bejelentése céljából, de közben kitör a vihar, ami veszélybe sodorja az udvaron felhalmozott terményt – ettől függ a gazdaság jövője. Mivel Troy leitatta az alkalmazottakat, senki nem törődik ezzel, csak Gabriel és Bathsheba, akiknek sikerül is megmenteniük a terményt. Emellett Troy állandóan pénzt kunyerál, lóversenyeken fogad, vagy éppen meg sem mondja, mire kell neki az összeg. Bathsheba talál Troynál egy hajtincset, ami nem az övé, de férje nem mondja el, kitől kapta.
Fanny távolléte alatt egy szegényházban életet ad egy gyermeknek, ám a szülésbe mindketten belehalnak. Fannyt korábbi lakóhelyén akarják eltemetni, de senki nem tud Fanny gyermekéről a környéken. A koporsót Gabriel szállítja el Weatherburybe, aki amint meglátja rajta a "Fanny Robin és gyermeke" feliratot, letörli róla az "és gyermeke" részt, hogy halála után ne pletykáljanak róla. Mivel túl későn érnek a birtokra, csak másnap temethetik el, így felravatalozzák a házban. Bathsheba gyanítja, hogy a Troynál talált hajtincs Fannyé, ezért össze akarja hasonlítani a holttesttel, ám amikor belenéz a koporsóba, meglátja az újszülöttet is. Troy hazatér, és amint megtudja, hogy volt egy gyermeke, visszatér hűsége Fanny iránt. Troy teljesen összeomlik, gondosan ápolja Fanny sírját. Bathsheba tudja, hogy a házasságának ezzel vége. Troy eltűnik, ruháit megtalálják a tengerparton egy sziklánál, ezért feltételezik, hogy meghalt. Bathsheba gyászt ölt, de mivel nincs teljes értékű bizonyíték férje halálára, a jog szerint hét évig kell várnia, hátha visszatér.
Boldwood nagyon reménykedik, hátha most már Bathsheba igent mond neki. A tragikus események közben több ízben támaszt jelentett Bathshebának, ami táplálja reményeit, de Bathsheba tart attól, hogy férje hazatér, ezért nem mer igent mondani. Gabriel pályája közben felfelé ível: Bathsheba birtokának intézője lesz, és Boldwood egyenrangú üzleti partnerévé teszi a saját gazdaságában, mert nyugalomba szeretne vonulni (és megházasodni).
Több mint egy évvel később Boldwood karácsonyi összejövetelt rendez, amin Bathsheba ígérete szerint választ ad neki. Bathsheba csak abba egyezik bele, hogy ha hat éven belül nem tér vissza a férje, akkor hozzámegy. Boldwoodnak sikerül rávennie, hogy legalább a parti idején viselje a gyűrűjét. A Hardyra jellemző "véletlen" azonban közbevág. Troy, aki közben cirkuszi mutatványosként, színészként tengette napjait, visszatér. A partin mindenki elhűl, mikor meglátja. Erőszakkal akarja rávenni Bathshebát, menjen vele, mert törvényesen a felesége, de ekkor Boldwood indulatában lelövi. Troyt Fannyval közös sírba temetik.
Boldwood ellen vádat emelnek, amit nem tagad. Egyáltalán nem védi magát, mert már nem érdekli a saját élete – ha nem lehet azzal, akit szeret. A bíróság halálra akarja ítélni, mivel gyilkosságot követett el. A házában azonban bizonyítékot találnak arra, hogy Boldwood mentálisan már nem beszámítható, így őrültnek nyilvánítják, és megmenekül a halálbüntetéstől.
Bathsheba és Oak a történet végén összeházasodik, és attól kezdve közösen igazgatják immáron a két szomszédos birtokot.

## Magyarul
- Távol a világ zajától; fordította: Gy. Horváth László; Lazi, Szeged, 2020

## Filmadaptációk
- 1967: Távol a tébolyult tömegtől – Rendező: John Schlesinger. Bathsheba: Julie Christie. Oak: Alan Bates
- 1998: Távol a világ zajától (tévéfilm) – Rendező: Nicholas Renton. Bathsheba: Paloma Baeza, Oak: Nathaniel Parker
- 2015: Távol a világ zajától – Rendező: Thomas Vinterberg. Bathsheba: Carey Mulligan. Oak: Matthias Schoenaerts